# Chrysso oxycera
Chrysso oxycera là một loài nhện trong họ Theridiidae.
Loài này thuộc chi Chrysso. Chrysso oxycera được miêu tả năm 1993 bởi Zhu & Da-xiang Song.